# Länsväg 117
Länsväg 117 går sträckan Hässleholm–Markaryd. Längd 32 km.
Vägen används inte bara för resor till/från orter längs vägen utan också som delsträcka för längre resor, till exempel Kristianstad–Stockholm, Lund–Stockholm m.fl.

## Historia
Fram till 2013 gick länsväg 117 mellan Hässleholm och Halmstad, men detta år skyltades sträckan Halmstad - Markaryd om till riksväg 15. Utöver detta följer vägen i princip samma väg som fanns på 1950-talet.  På 1950-talet hette sträckan  Markaryd-Hässleholm länsväg 56.

## Standard och planer
Vägen går bland annat genom samhällena Bjärnum, Vittsjö och  Emmaljunga.

## Anslutningar
|  | Nr | Namn       | Skyltning                 |
|  | -- | ---------- | ------------------------- |
|  |    | Hässleholm | Helsingborg, Kristianstad |
|  |    | Markaryd   | Helsingborg, Stockholm    |